# Lillebonne
Lillebonne är en kommun i departementet Seine-Maritime i regionen Normandie i norra Frankrike. Kommunen ligger i kantonen Lillebonne som tillhör arrondissementet Le Havre. År 2022 hade Lillebonne 8 708 invånare.

## Befolkningsutveckling
Antalet invånare i kommunen Lillebonne
| Referens: INSEE |